# Panja Vaisshnav Tej
Panja Vaisshnav Tej (Haiderabad, 13 januari 1990), is een Indiaas acteur die met name in de Telugu filmindustrie actief is.

## Biografie
Tej was voor het eerst, als kind, te zien samen met zijn oom Pawan Kalyan in Johnny (2003). In 2004 speelde hij samen met zijn andere oom Chiranjeevi in Shankar Dada M.B.B.S.. Hij maakte zijn debuut als volwassene hoofdrolspeler in Uppena (2021).
Tej is de jongere broer van acteur Sai Dharam Tej en neef van acteurs Allu Arjun, Varun Tej, Ram Charan, Allu Sirish en Niharika Konidela.

## Filmografie
| Jaar | Film                    | Rol                          | Opmerking |
| ---- | ----------------------- | ---------------------------- | --------- |
| 2003 | Johnny                  | jonge Johnny                 | als kind  |
| 2004 | Shankar Dada M.B.B.S.   | Sri Rama Chandra Murthy      | als kind  |
| 2005 | Andarivaadu             | jonge Sidharth               | als kind  |
| 2021 | Uppena                  | Aasirvadham                  |           |
| 2021 | Konda Polam             | Kataru Ravindranath Yadav    |           |
| 2022 | Ranga Ranga Vaibhavanga | Rishi                        |           |
| 2023 | Aadikeshava             | Balu/ Rudra Kaleshwara Reddy |           |